# الجنس وأدوار الجنسين في الكنيسة الكاثوليكية

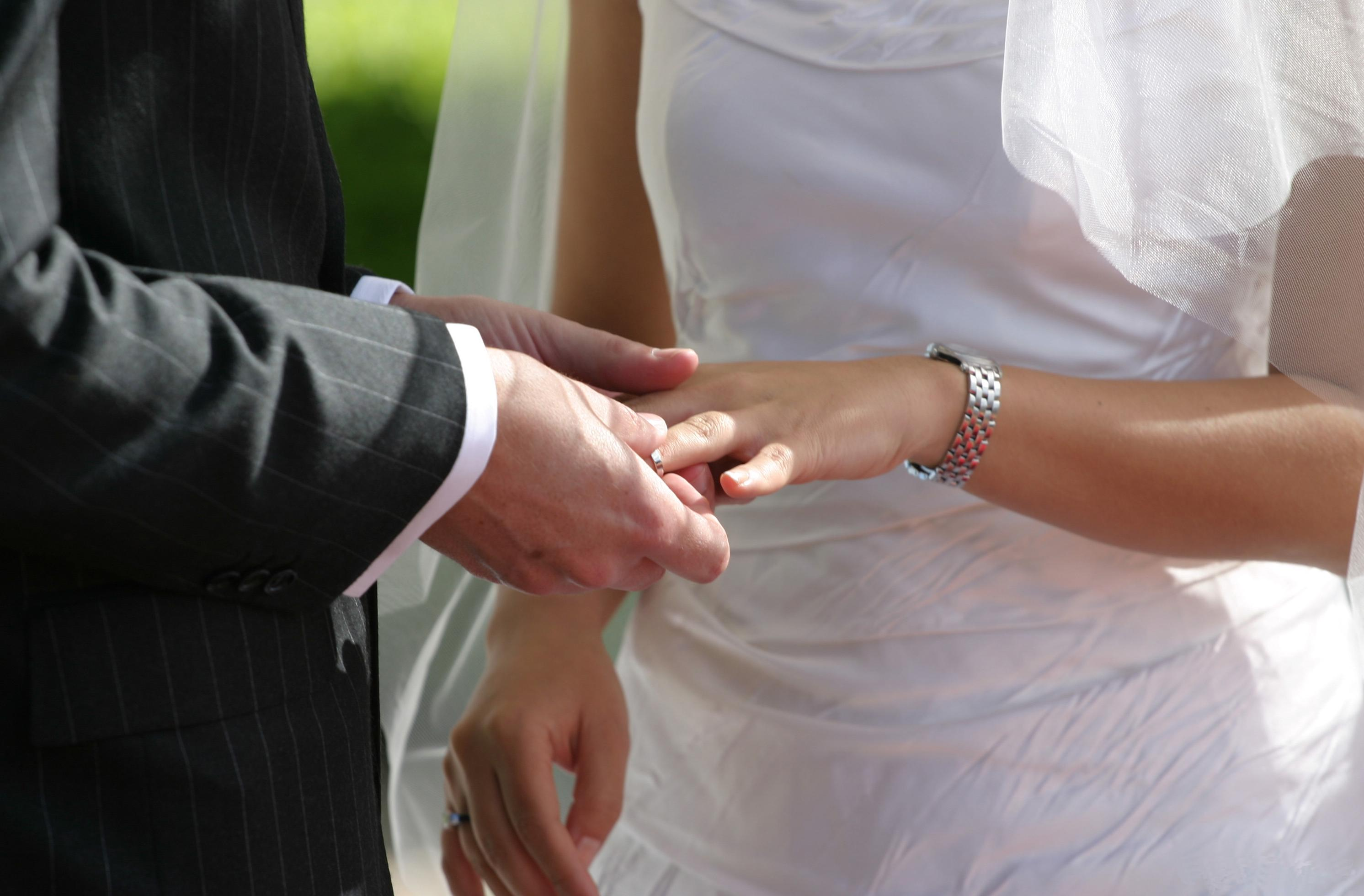
وفقاً لاتحاد المطارنة الكاثوليك في الولايات المتحدة تستدعي الوصية السادسة، الزوجين إلى الإخلاص العاطفي والجنسي الذي يسمونه ضروريًا للزواج ويعكس أمانة الله للبشرية.

كانت أدوار الجنسين في الكنيسة الكاثوليكية الرومانية موضوعًا مثيراً الجدل طوال تاريخ الكنيسة. كان التأثير الثقافي للكنيسة الكاثوليكية واسع النطاق، خاصة على المجتمع الغربي. حيث كان للمفاهيم المسيحية، والتي أدخلتها الكنيسة في المجتمعات المتنصرة في جميع أنحاء العالم، تأثير كبير على وجهات النظر الثقافية الراسخة حول الجنس وأدوار الجنسين.
ممارسات مثل التضحية البشرية، والرق، ووأد الأطفال وتعدد الزوجات التي كانت تمارسها ثقافات مثل ثقافات الإمبراطورية الرومانية وأوروبا وأمريكا اللاتينية وأجزاء من إفريقيا انتهت من خلال جهود تبشير الكنيسة.
لاحظ المؤرخون أن المبشرين الكاثوليك والباباوات الدينيون كانوا من بين القادة في الحملات الموجهة ضد العبودية، وهي ممارسة كانت موجودة في كل ثقافة تقريبًا وغالبًا ما تضمنت العبودية الجنسية للنساء.
أثرّت المسيحية على وضع المرأة في الثقافات التبشيرية مثل الإمبراطورية الرومانية من خلال إدانة قتل الأطفال (حيث كان قتل الإناث أكثر شيوعًا) والطلاق و سفاح القربى وتعدد الزوجات و الخيانة الزوجية لكل من الرجال والنساء.
يقول بعض النقاد أن الكنيسة وتعاليم بولس الطرسوسي وآباء الكنيسة وعلماء اللاهوت كرسوا فكرة أن شُذُوَة المرأة كانت مُرَسَّمة إلهية، في حين أن تعليم الكنيسة الحالي يعتبر النساء والرجال متساوين ومختلفين بشكل مكمل.
تأثرت الممارسات الجنسية لهذه الثقافات بالمفهوم المسيحي للمساواة بين الذكور والإناث. الفعل الجنسي، وفقًا للكنيسة، مقدس في سياق العلاقة الزوجية التي تعكس هبة متبادلة كاملة ومتواصلة مدى الحياة للرجل والمرأة، وبالتالي تمنع تعدد الزوجات الذي كان سائداً بين الثقافات قبل وصول المسيحية.
تنعكس المساواة بين الرجل والمرأة في تعليم الكنيسة أن الجنس يقصد به التصميم الإلهي ليكون مختلفًا ومتكاملًا، ولكل منهما نفس الكرامة فهما مصنوعان أو مخلوقان على صورة الله أو من روحه وعلى تصويره (تشبيه مجازي).